# Jószef Andrásovszky
József (Josef) Andrásovszky (Jekelfalu, 15 de agosto de 1889 – 7 de marzo de 1943) fue un súbdito del reino de Hungría, pteridólogo, y botánico, destacado especialista en ampelología. Estudió en Budapest y en Viena. Incluso en edad universitaria, en 1911, participó en una expedición científica a Asia Menor. En 1914, obtuvo su M.Sc.
En 1912, comenzó trabajos en la "Estación Central Experimental de Viticultura" y del Instituto de Ampelología. Trabajó en variedades botánicas, y sobre zonas de elaboración vitivinícola. Realizó hallazgos morfológicos. Escribió artículos de Botánica en Anales Ampelológicos del Instituto, y en la Flora Húngara de Alexander Jávorka.
Fue miembro pleno de la Academia de Ciencias de Hungría.

## Eponimia
Especies
- (Asteraceae) Hieracium andrasovszkyi Zahn[1]
- (Fabaceae) Astragalus andrasovszkyanus Bornm.[2]
- (Fabaceae) Astragalus andrasovszkyi Bornm.[3]
- (Scrophulariaceae) Pseudolysimachion andrasovszkyi (Javorka) Holub[4]
- (Scrophulariaceae) Veronica andrasovszkyi Javorka[5]